# Гран-Могол (мікрорегіон)
Гран-Могол (порт. Microrregião de Grão Mogol) — мікрорегіон у Бразилії, входить до штату Мінас-Жерайс. Складова частина мезорегіону Північ штату Мінас-Жерайс. Населення становить 41 682 чоловік на 2006 рік. Займає площу 9075,710 км². Густота населення — 4,6 чол./км².

## Склад мікрорегіону
До складу мікрорегіону включені такі муніципалітети:
1. Ботумірін
2. Крісталія
3. Гран-Могол
4. Ітакамбіра
5. Жозенополіс
6. Падрі-Карвалью

| Бразилія | Це незавершена стаття з географії Бразилії. Ви можете допомогти проєкту, виправивши або дописавши її. |